# Gabriel Casagrande
Gabriel Meimberg Casagrande (Francisco Beltrão, 20 de fevereiro de 1995) é um automobilista brasileiro. Desde 2013 compete na Stock Car Brasil, sagrando-se campeão em 2021, 2023 e 2024.

## Biografia
Nascido em Francisco Beltrão, Gabriel Meimberg Casagrande é filho do empresário gaúcho Edson Luiz Casagrande e de Angélica Meimberg Casagrande, e tem duas irmãs, Luísa e Cristiane. Ele se criou em Pato Branco, onde viveu de 2001 a 2013, e gostava do automobilismo desde criança. Em entrevista ao Globo Esporte, o piloto paranaense admitiu que chegou a sonhar com a Fórmula 1, mas aos dezoito anos, escolheu retornar ao Brasil, em uma decisão que ele classificou como "psicológica e financeira". Casagrande disse que com essa decisão, ele pôde ter uma vida normal, mesmo sendo piloto, afinal, ele pôde terminar os estudos, trabalhar com seu pai e estar perto de seus amigos, coisa que ele não conseguiria se vivesse fora do país.
Além do automobilismo, Gabriel também é um grande fã de música sertaneja. A paixão veio de sua mãe, que também toca, e ele, assim como suas irmãs, aprendeu a tocar vários instrumentos, como o violão. Gabriel chegou a cantar em um show de Gian & Giovani, se beneficiando da amizade de seu pai com este último. Mas atualmente, ele prefere focar na sua carreira como piloto, deixando a música como um hobby.
Por influência de seu pai gaúcho, Gabriel e suas irmãs são torcedores do Grêmio, embora sua rotina como piloto profissional o impeça de assistir aos jogos.

## Carreira no automobilismo

### Anos anteriores
Carreira vencedora no Kart, onde foi duas vezes vice-campeão da Seletiva Petrobrás, duas vezes da Copa do Brasil e uma do brasileiro júnior de Kart. Foi também bicampeão paranaense e gaúcho. Campeão brasileiro de Kart – Graduados em 2012, campeão sul-brasileiro de Kart - Júnior, campeão catarinense de Kart Graduado e da Copa Paraná.

### Fórmula Renault
Casagrande passou a temporada 2012 na Europa, competindo em três categorias da F-Renault pela Mark Burdett Motorsport: a F-Renault Alpes, a Eurocopa e a Copa da Europa do Norte, enfrentando nomes como Stoffel Vandoorne, Daniil Kvyat, Esteban Ocon, Alexander Albon, Nyck de Vries e Pierre Gasly. Seu melhor desempenho foi na competição norte-europeia, onde o paranaense fez dois pódios, ficou em oitavo na classificação geral e foi o melhor novato, mas ao final da temporada, decidiu voltar ao Brasil para seguir carreira na categoria Turismo.

### Stock Car Brasil
Em 2013, Gabriel correu três etapas na principal categoria da Stock Car Brasil pela equipe RC3 Bassani e o restante no Campeonato Brasileiro de Turismo, terminando em terceiro colocado geral na modalidade.
Na temporada 2014, Casagrande correu com a equipe C2 Team (antiga Gramacho), tendo como companheiro de equipe o piloto Diego Nunes. Também fez dupla com o veterano Enrique Bernoldi na primeira corrida da temporada.
Na temporada 2017, Gabriel passou a disputar o campeonato pela Vogel Motorsport. Ele conquistou a primeira vitória da carreira na categoria ao vencer a segunda corrida da Etapa de Curvelo, em Minas Gerais.
Em 2019, ele se mudou para a Crown Racing, equipe que tinha Cacá Bueno como um dos sócios, e foi companheiro de equipe de Marcel Coletta. Casagrande conquistou sua segunda vitória na categoria nessa temporada, ao vencer a primeira corrida da Segunda Etapa de Goiânia. Casagrande ainda fez seis pódios seguidos, duas poles, e figurou como um dos candidatos ao título até as rodadas finais, mas ficou em sétimo, com 303 pontos, enquanto Daniel Serra foi tricampeão.
2020 foi a temporada marcada pela pandemia e pelas mudanças de regulamento. Casagrande correu na R. Mattheis, pela qual venceu em Curvelo e teve mais dois pódios. Ele chegou à final como um dos onze candidatos ao título, precisando de uma vitória e de revezes de Thiago Camilo, Daniel Serra e Ricardo Maurício para ser campeão. Mas às vésperas da prova em Interlagos, o paranaense teve testes positivos e negativos para a COVID-19. Por precaução, ele foi retirado da prova, e assim, o caminho ficou livre para seus outros dez adversários, com Maurício levando a vitória e o tricampeonato, enquanto Casagrande ficou na oitava posição, com 224 pontos, os mesmos do sétimo colocado Nelson Piquet Jr., mas o paranaense ficou atrás por ter um pódio a menos.

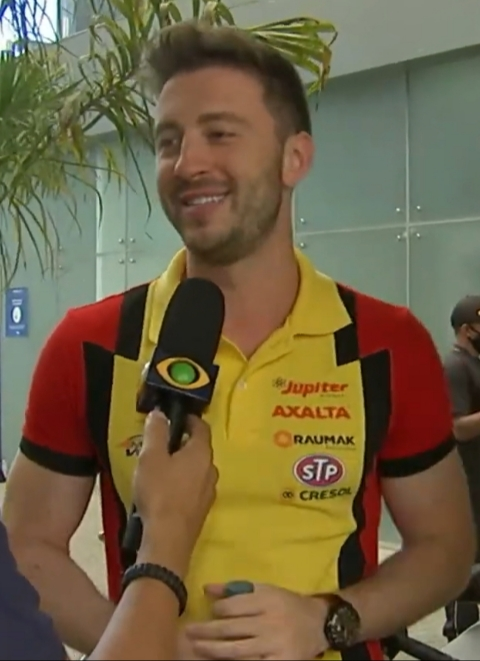
Casagrande em 2021, ano de seu primeiro título na Stock

Em 2021, Casagrande correu pela A.Mattheis Vogel Motorsport ao lado do piloto brasiliense Gustavo Lima, com quem correu desde os tempos na F-Renault. O paranaense teve sua primeira pole na primeira etapa em Interlagos, que ele venceu. Além dessa, ele teve outra vitória e chegou à final com chances de título pela terceira vez consecutiva, mas dessa vez, ele entrou como líder do campeonato e saiu como campeão da categoria. Ele encerrou o ano com catorze pódios e somou 378 pontos, 24 a mais do que o vice Daniel Serra.
Na temporada de 2022, Casagrande teve duas vitórias, incluindo a da Corrida de Duplas, na qual ele doou o valor de seu prêmio para os afetados pelas enchentes em Petrópolis. Ele chegou à corrida final como um dos quatro candidatos ao título, concorrendo com Daniel Serra, Matías Rossi e o ex-F1 Rubens Barrichello. Mas na largada, Barrichello rodou, colidiu com Serra, e posteriormente, Casagrande também bateu e como consequência, aconteceu um Big One. A direção de prova considerou o paranaense como culpado pelo acidente e o desclassificou da prova, o que deu o título para Barrichello. Com esse resultado, Casagrande fechou o ano em terceiro, com 307 pontos, nove atrás de Serra e 23 atrás de Rubinho. Porém, Casagrande não ficou nada satisfeito com a decisão dos comissários, achando que a culpa tinha sido de Daniel, e lamentando que havia "gente com mais poder" do que ele.
Em 2023, Casagrande teve três vitórias e mais quatro pódios, entrando mais uma vez na Super Final como candidato ao título, rivalizando mais uma vez com Daniel Serra. Na última corrida, o #83 só precisou de um vigésimo primeiro lugar para ser bicampeão em Interlagos. Ele acumulou 308 pontos, doze a mais do que Serra, o vice.
O campeonato de 2024 já estaria na história por ser o último a utilizar Sedans, carros presentes na categoria desde sua primeira temporada em 1979. No entanto, uma polêmica descoberta envolvendo os pneus das equipes TMG e Crown alterou os rumos da competição. A imprensa revelou que os carros dirigidos por Felipe Baptista, Enzo Elias, Rafael Suzuki e Felipe Massa tinham pneus adulterados pelo processo de vulcanização, que davam vantagens para os quatro pilotos, com isso se destacando na prova do Velopark, e esse caso foi apelidado pela imprensa de "Pneugate". Assim, as duas equipes foram desclassificadas dessa etapa, o que prejudicou Baptista, vencedor de uma das provas, e Massa, que liderava o campeonato na época.

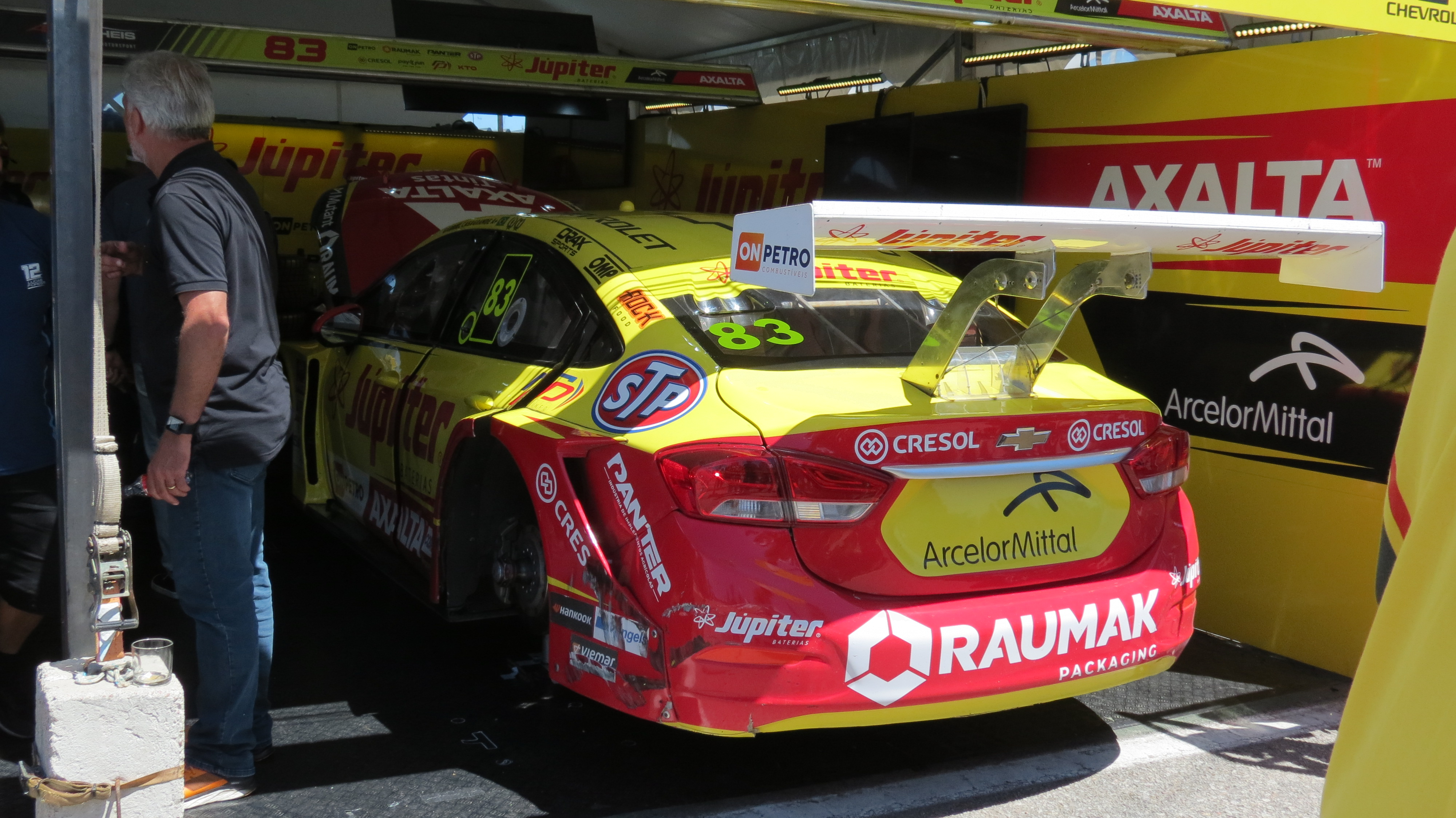
Carro de Casagrande em 2024

Após a contabilização das desclassificações, Casagrande assumiu a liderança, se beneficiando de seus bons resultados na segunda metade do campeonato, incluindo suas vitórias no Uruguai e na Argentina. Na rodada final, a liderança estava com Felipe Baptista, e Casagrande ainda tinha outros adversários pelo título: Felipe Massa, Júlio Campos, Eduardo Barrichello, Ricardo Zonta, Bruno Baptista e Rafael Suzuki, sendo que nenhum deles além de Gabriel tinha sido campeão da categoria. Na corrida que encerrou a temporada, Casagrande ficou em terceiro lugar e se sagrou tricampeão, mas ele teve que esperar até a segunda-feira para que seu título fosse confirmado pelo STJD. Assim, o piloto paranaense fechou 2024 com pontos, ficando 41 à frente do vice-campeão Massa, enquanto Felipe Baptista, que teria sido campeão sem as desclassificações, amargou o sexto lugar. Casagrande se emocionou e vibrou com seu terceiro título, que veio em meio a um ano difícil, enfatizando que sua conquista se deu "de maneira limpa e justa", e ainda provocou, dizendo que teria mais no ano seguinte.

## Resultados na Stock Car
Corrida em negrito significa pole position; corrida em itálico significa volta mais rápida.
| Ano  | Equipe      | Carro   | 1      | 2       | 2      | 3       | 3      | 4      | 4      | 5      | 5      | 6       | 6       | 7      | 7      | 8      | 8      | 9      | 9       | 10      | 10      | 11     | 11      | 12      | Clas. | Pts. |
| ---- | ----------- | ------- | ------ | ------- | ------ | ------- | ------ | ------ | ------ | ------ | ------ | ------- | ------- | ------ | ------ | ------ | ------ | ------ | ------- | ------- | ------- | ------ | ------- | ------- | ----- | ---- |
| 2013 | RC3 Bassani | Peugeot | SAO    | CTB     | CTB    | TAR     | TAR    | SAL    | SAL    | BSB    | BSB    | CAS     | CAS     | RBP    | RBP    | CAS 18 | CAS 18 | VEL 22 | VEL 22  | CUR Ret | CUR Ret | BSB    | BSB     | SAO     | 33º   | 3    |
| 2014 | C2 Team     | Peugeot | SAO 19 | SCZ Ret | SCZ 8  | BSB Ret | BSB NL | GOI 22 | GOI 24 | GOI 18 | GOI 18 | CAS 5   | CAS Ret | CTB 19 | CTB 10 | VEL 16 | VEL 17 | SCZ 14 | SCZ Ret | TAR 11  | TAR NL  | SAL 11 | SAL 8   | CTB Ret | 23º   | 71   |
| 2015 | C2 Team     | Peugeot | GOI 20 | RBP DSQ | RBP 10 | VEL Ret | VEL 7  | CTB 13 | CTB 23 | SCZ 9  | SCZ 7  | CTB Ret | CTB 7   | GOI 24 | GOI 24 | CAS 22 | CAS NL | CGD 18 | CGD 14  | CTB 8   | CTB Ret | TAR 11 | TAR Ret | SAO 4   | 16º   | 110  |

## Títulos no cartismo
- 2012 - Campeão Brasileiro de Kart – Graduados[12]
- 2010 – Campeão Sul-Brasileiro de Kart – Júnior[13]
- 2010 – Vice-campeão Brasileiro – Júnior[9]
- 2010 e 2011 – Vice-campeão da Seletiva Petrobras de Kart[7]
- 2010 – Vice-campeão Copa do Brasil (2010 e 2011 foi o pole position)[8]
- 2010 e 2011 – Bicampeão Paranaense[10]
- 2008 e 2009 – Bicampeão Gaúcho[11]
- 2009 – Campeão Catarinense de Kart Graduado[14]
- 2009 – Campeão Copa Paraná[15]